# Бланкензе (Ворпомерн)
Бланкензе (њем. Blankensee) општина је у њемачкој савезној држави Мекленбург-Западна Померанија. Једно је од 54 општинска средишта округа Икер-Рандов. Према процјени из 2010. у општини је живјело 553 становника. Посједује регионалну шифру (AGS) 13062007.

## Географски и демографски подаци
Бланкензе се налази у савезној држави Мекленбург-Западна Померанија у округу Икер-Рандов. Општина се налази на надморској висини од 20 метара. Површина општине износи 34,2 km².

## Становништво
У самом мјесту је, према процјени из 2010. године, живјело 553 становника. Просјечна густина становништва износи 16 становника/km².